# Афроазиатские ящурки
Афроазиатские ящурки, или месалины (лат. Mesalina), — род ящериц из семейства настоящих ящериц.

## Описание

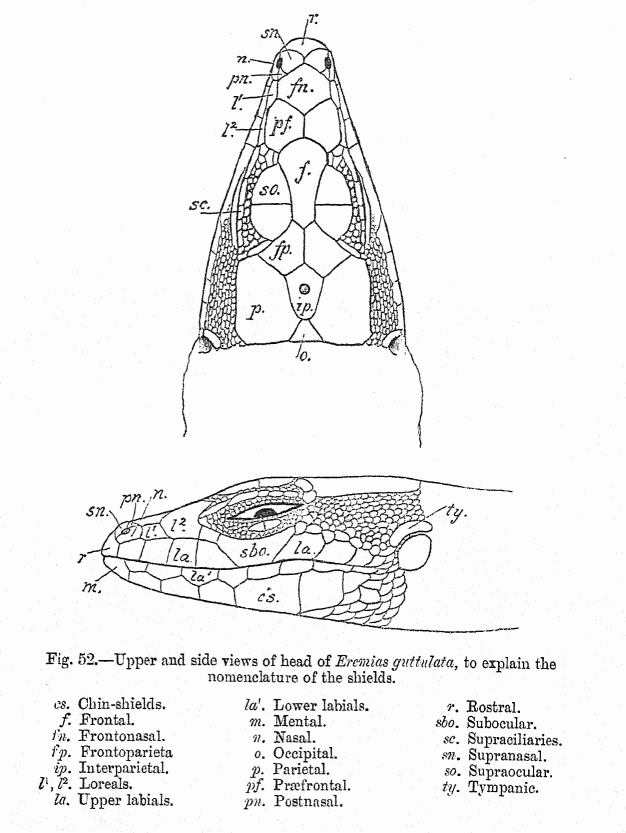
Щиткование головы месалины

Общая длина представителей этого рода достигает 17 см. От близкородственных ящериц рода Eremias, с которыми часто обитают совместно, отличаются брюшными щитками, расположенными продольными параллельными рядами относительно средней линии брюха, а также наличием одного—двух прозрачных щитков в середине нижнего века .

## Образ жизни
Населяют полупустыни, скалистые, каменистые, глинистые места. Это достаточно быстрые и проворные животные. Питаются червями и мелкими беспозвоночными.

## Размножение
Это яйцекладущие пресмыкающиеся. Самки откладывают 5—6 яиц.

## Распространение
Обитают в Северной Африке и Передней Азии. На западе ареал рода достигает Марокко, на востоке — Пакистана, на юге — Сомали и Белуджистана.
На территории бывшего СССР представлен один вид этого рода — персидская месалина, встречающаяся на юге Туркмении.

## Классификация
На май 2019 года в род включают 19 видов:
- Mesalina adramitana (Boulenger, 1917) — Аравийская месалина
- Mesalina arnoldi Sindaco et al., 2018
- Mesalina austroarabica Sindaco et al., 2018
- Mesalina ayunensis Arnold, 1980
- Mesalina bahaeldini Segoli, Cohen & Werner, 2002
- Mesalina balfouri (Blanford, 1881)
- Mesalina bernoullii (Schenkel, 1901)
- Mesalina brevirostris Blanford, 1874 — Западноазиатская месалина
- Mesalina ercolinii (Lanza & Poggesi, 1975) — Сомалийская месалина
- Mesalina guttulata (Lichtenstein, 1823) — Крапчатая месалина
- Mesalina kuri Joger & Mayer, 2002
- Mesalina martini (Boulenger, 1897)
- Mesalina microlepis (Angel, 1936)
- Mesalina olivieri (Audouin, 1829) — Североафриканская месалина
- Mesalina pasteuri (Bons, 1960) — Месалина Пастера
- Mesalina rubropunctata (Lichtenstein, 1823) — Алжирская месалина
- Mesalina saudiarabica Moravec et al., 2017
- Mesalina simoni (Boettger, 1881)
- Mesalina watsonana (Stoliczka, 1872) — Персидская месалина